# テレンス・ウィルモット・ハチスン
テレンス・ウィルモット・ハチスン（Terence Wilmot Hutchison, FBA、1912年4月13日 - 2007年10月6日）は、世界的に有名であったイギリスの経済学者。経済学方法論、経済思想史などの業績で知られる。

## 経歴
イングランド南部ドーセット州ボーンマスに生まれ、1931年にケンブリッジ大学のピーターハウスに入学して西洋古典学を専攻したが、後に専攻を経済学に変えた。1934年には、学士号 (Bachelor of Arts) を、最上級の成績で取得した。その後、1年間、ロンドン・スクール・オブ・エコノミクス (LSE) で過ごしてから、1935年にドイツ国のボンで経済学の講師となったが、そのきっかけはルートヴィヒ・ウィトゲンシュタインに関心を寄せたことにあった。ボンでは3年間ほどを過ごしてドイツの経済学を研究しながら、ドイツ語を習得した。
ハチスンは、ドイツ国籍の女性ロレッタ・ハック (Loretta Hack) と結婚した。夫妻はバグダードへ赴き、ハチスンは教育大学の教師となった。その後、さらにボンベイ（後のムンバイ）に移り住んだ。第二次世界大戦中は、イギリス陸軍に加わってエジプト王国における北西部戦線に情報将校として従軍し、後にはイギリス領インド帝国のデリーに駐在した。
1946年以降は、イギリスで大学教員としての職に就き、まずハル大学に職を得た。ハルで1年過ごした後、ハチスンはLSEに移り、経済学史への関心を深めた。1956年、バーミンガム大学は、ミツイ経済学教授 (Mitsui Professor of Economics) としてハチスンを指名し、ハチスンは1978年に退職するまでこの地位にあった。ハチスンは、退職後も2年間にわたって経済学史を講義し続けた。
退職後のハチスンは、1988年に『Before Adam Smith』を出版したが、これは、アダム・スミスによる古典的著作『国富論』（1776年）の出版より以前の18世紀における経済学的著作について体系的に検討した、英語における最初の著作であった。
ハチスンは、1981年に妻ロレッタに先立たれた。1983年にはクリスティン・ドナルドソン (Christine Donaldson) と再婚したが、彼女にも2003年に先立たれた。ハチスンには3人の子どもがいた。
ハチスンが1938年に発表した著作『The Significance and Basic Postulates of Economic Theory』はしばしば引用され、経済学方法論研究者としての名声を確立した

## おもな著書

### 単著
- The Significance and Basic Postulates of Economic Theory, Macmillan, 1938.
- A Review of Economic Doctrines 1870-1929, Oxford: Clarendon Press, 1953.
  - 日本語訳：（長守善、山田雄三、武藤光朗 訳）近代経済学説史（上・下）、東洋経済新報社、1957年
- 'Positive' Economics and Policy Objectives, 1964.
  - 日本語訳：（長守善 監訳）経済政策の目的、東洋経済新報社、1965年
- 'On revolutions and progress in economic knowledge, Cambridge University Press, 1978.
  - 日本語訳：（早坂忠 訳）経済学の革命と進歩、春秋社、1987年
- Before Adam Smith: the emergence of political economy, 1662-1776, B. Blackwell. 1988.
- On the Methodology of Economics and the Formalist Revolution, Edward Elgar, 2000.  Description and preview.

### 論文
- "The Significance and Basic Postulates of Economic Theory: A Reply to Professor Knight," Journal of Political Economy, 49(5), pp. 732-750, 1941.

## 関連文献
- Frank H. Knight, 1940. "'What is Truth' in Economics," [article review of  Hutchison, 1938] Journal of Political Economy, 48(1), pp. 1–32.  Reprinted in Selected Essays by Frank H. Knight: "What is Truth" in Economics?, University of Chicago Press, pp. 372-399.
- London, 1938. "The Significance and Basic Postulates of Economic Theory." http://www.amazon.com/Significance-Basic-Postulates-Economic-Theory/dp/0678000913